# Kappenwaldfalke
Der Kappenwaldfalke (Micrastur semitorquatus) ist ein kleiner, räuberischer Vogel aus der Familie der Falkenartigen. Die Art ist an ein Leben in dichten, tropischen Wäldern angepasst, besiedelt jedoch grundsätzlich auch offenere und trockenere Landschaften. Das Verbreitungsgebiet liegt in Süd- und Mittelamerika. Der Kappenwaldfalke gilt als nicht gefährdet, könnte jedoch langfristig durch die Zerstörung seines Lebensraums bedroht sein.

## Merkmale

### Körperbau
Der Körperbau des Kappenwaldfalken ist in besonderem Maße an schnelle Verfolgungsjagden durch dichte Vegetation angepasst. Ein besonders langer Schwanz und lange Beine sorgen für verbesserte Stabilität beim Rennen und Klettern mit hohen Geschwindigkeiten, während kurze, abgerundete Flügel die Manövrierfähigkeit verbessern und gut für kurze, schnelle Flugphasen mit hoher Beschleunigung geeignet sind. Im Verhältnis zur allgemeinen Körpergröße hat die Art sowohl die kürzesten Flügel als auch die längsten Schwänze aller fleischfressenden neotropischen Vögel ausgeprägt. Die Steuer- und Schwungfedern sind besonders flexibel, um die Gefahr des Brechens bei Bewegungen in engen Räumen zu reduzieren. Mit einer Größe von 48 bis 61 cm und einem Gewicht zwischen 535 und 700 g handelt es sich um den größten Vertreter der Waldfalken. Weibchen werden deutlich größer und schwerer als ihre männlichen Artgenossen.

### Unterschiedliche Morphe

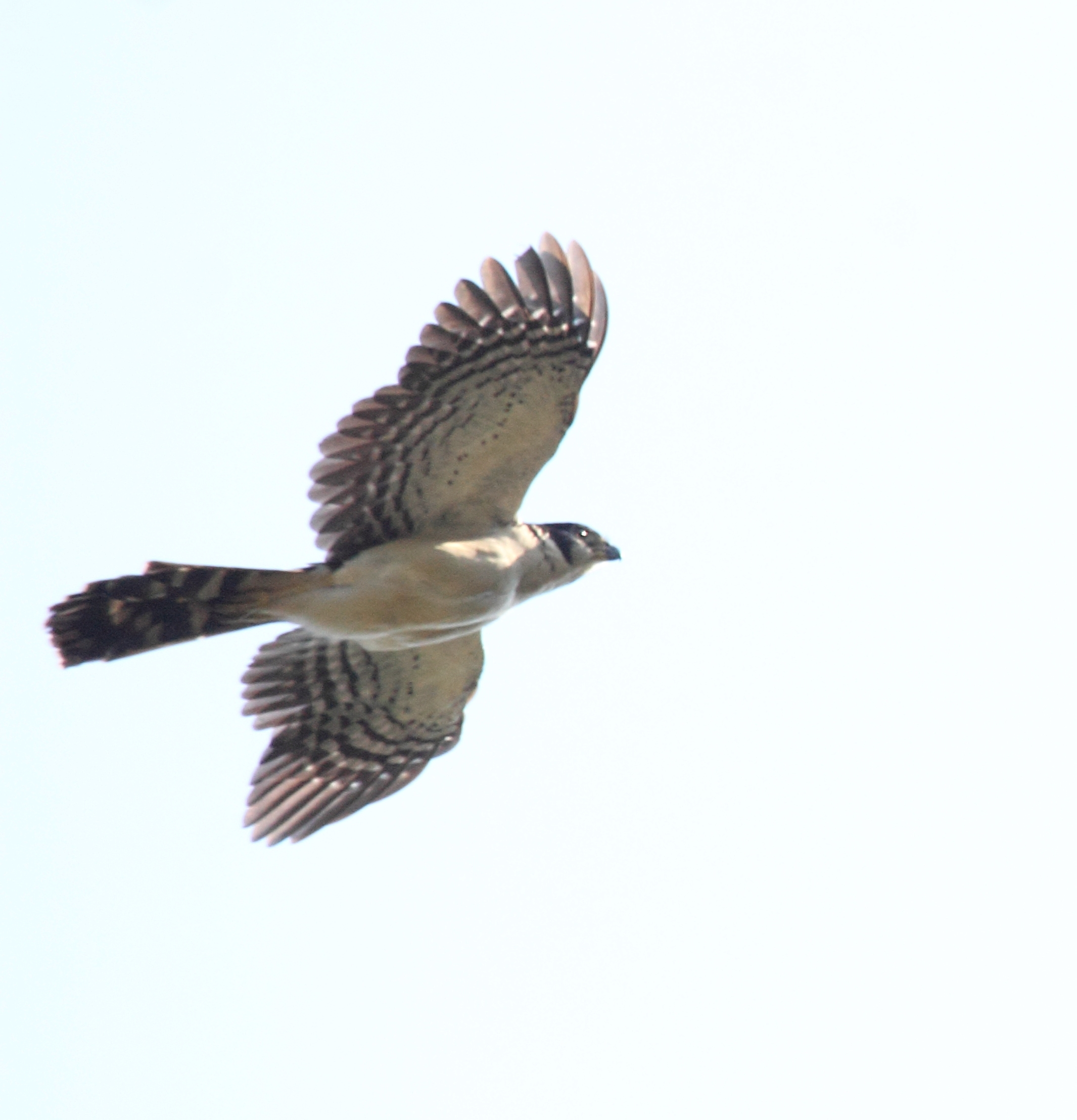
Ein Kappenwaldfalke der hellen Morphe im Flug

Beim Kappenwaldfalken werden in der Regel drei visuell unterschiedliche Morphe – eine helle, eine lederfarbene und eine dunkle – unterschieden. Der eigentlich für die Art charakteristische Ring aus hellen Federn im Nacken- und Halsbereich fehlt bei der sehr seltenen braunen Morphe vollständig. Die deutlich am häufigsten vorkommende, helle Morphe zeigt am Kopf und im Rückenbereich ein schwärzliches Gefieder, während Halsring, Kehle, Wangen und der Großteil der Unterseite weiß gefärbt sind. Die Schwanzfedern sind schwarz, das an der Oberseite von drei schmalen weißen Streifen unterbrochen wird. Die unbefiederten Beine sind gelb bis gelblich-orange. Wachshaut, Zügel sowie der Bereich um die Augen zeigen gelblich-grüne Farbtöne, die Augen selbst sind hingegen dunkelbraun. Die lederfarbene Morphe ist der hellen sehr ähnlich, die weißen Anteile der Gefiederfärbung sind hier allerdings durch dunklere Leder- oder Cremetöne ersetzt. Augenfälligere Unterschiede weist hingegen die dunkle Morphe auf, das Gefieder zeigt hier am ganzen Körper eine schwarze bis schiefergraue Grundfärbung. An der Unterseite der ansonsten ebenfalls schwarzen Steuerfedern findet sich eine schmale weiße Bänderung.

### Jungvögel
Die Zugehörigkeit zu einer der drei Formen der Adulten zeigt sich beim Kappenwaldfalken bereits im Jugendkleid. Jungvögel der hellen Morphe erkennt man an brauneren Federn an der Oberseite, die an den Rändern ins leicht-rötliche übergehen können. Brust- und Bauchbereich sind von grauen Streifen durchzogen. Der andersfarbige Ring im Hals- und Nackenbereich ist noch nicht so stark ausgeprägt. An den Schwanzfedern finden sich ein bis zwei zusätzliche Bänder. Dieses Merkmal findet sich auch bei Jungvögeln der lederfarbenen Morphe wieder. Ansonsten zeigt sich bei ihnen eine auffällige Bänderung an den Flanken sowie ein braunes Fleckenmuster im Brustbereich. Das Jugendkleid der dunklen Morphe ähnelt am stärksten dem eines ausgewachsenen Vogels. Lediglich eine leichte Tendenz zu einem etwas bräunlicheren Gefieder mit rötlichen Akzenten ist zu erkennen. Des Weiteren findet sich auch bei der dunklen Morphe die zusätzliche Bänderung an den Schwanzfedern. Das Aussehen der unbefiederten Körperteile ähnelt sich bei allen drei Formen. Die Färbung kann hier von dunklen Gelb- bis zu blassen Grüntönen reichen.

## Verhalten
Kappenwaldfalken bevorzugen als Lebensraum tropische und subtropische Waldgebiete. Anders als verwandte Arten wie etwa der Sperberwaldfalke (M. ruficollis) sind sie allerdings nicht unbedingt auf alte Primärwälder angewiesen, sondern können auch in weniger dichten Mangroven- oder Galeriewäldern und teilweise sogar in semiariden Regionen wie der mexikanischen Yucatán-Halbinsel angetroffen werden. Hauptvoraussetzung für das Vorkommen der Art scheint das Vorhandensein eines dichten Unterwuchses zu sein, durch den sich die Vögel wegen ihres angepassten Körperbaus mühelos fortbewegen können. Auf Grund dieser waldbewohnenden Lebensweise werden Kappenwaldfalken nur selten gesichtet, sind jedoch deutlich häufiger akustisch wahrzunehmen. Ihr typischer Ruf – ein ausdauernd wiederholtes, fast menschenähnlich klingendes ow oder ahr – wird von einer versteckten Sitzwarte unterhalb des Blätterdachs vorgetragen. Die schon sehr früh am Morgen oder, bei hellem Mondlicht, auch in der Nacht zu hörenden Rufe tragen ausgesprochen weit und können noch aus mehr als einem Kilometer Entfernung wahrgenommen werden. Sie spielen eine Rolle bei der Abgrenzung des eigenen Territoriums gegenüber Artgenossen. Die ansonsten bei vielen räuberischen Vogelarten häufig zu sehenden, ausgedehnten Gleitflüge zur territorialen Markierung unternehmen Kappenwaldfalken hingegen nicht. Die etwa 10 km² großen Territorien werden jeweils von einem Paar bewohnt. Auseinandersetzungen zwischen Kappenwaldfalken um die Kontrolle eines solchen Territoriums konnten bislang nicht beobachtet werden. Die Art gilt in ihrem gesamten Verbreitungsgebiet als Standvogel.

### Ernährung
Kappenwaldfalken sind reine Fleischfresser, die ein breites Spektrum an Tieren jagen. Erbeutet werden unter anderem kleine Säugetiere wie Deppes Hörnchen (Sciurus deppei) oder Yucatan-Hörnchen (Sciurus yucatanensis) und Fledermäuse wie die Eigentlichen Fruchtvampire (Artibeus), Reptilien wie Helmleguane (Corytophanes) und mittelgroße Vögel wie Halsbandarassaris (Pteroglossus torquatus) und Braunflügelguane (Ortalis vetula). Während ein Großteil der Beutetiere kaum mehr als 300 g wiegt, wird jedoch auch mit gewisser Regelmäßigkeit Beute geschlagen, die teils erheblich größer und schwerer als die Falken selbst ist. Ein Extremfall berichtet von der erfolgreichen Jagd auf ein ausgewachsenes Pfauentruthuhn (Meleagris ocellata), dessen Gewicht auf etwa 2,7 bis 3,2 kg geschätzt wurde. Der Kappenwaldfalke fraß über einen Zeitraum von zwei Tagen an dieser Beute, bevor der Kadaver leicht genug wurde, um die Überreste zu seinem Nest zu tragen. Kappenwaldfalken jagen zumeist von einer in der Vegetation verborgenen Sitzwarte, wo sie fast bewegungslos auf vorbeikommende Beute lauern. Diese wird vor allem akustisch aufgespürt, wobei ein eulenähnlicher Gesichtsschleier das Gehör verstärkt und die Ortung erleichtert. Wurde die Beute erspäht stürzen sich die Vögel mit einer schnellen Bewegung herab und versuchen, das Beutetier aus dem Flug heraus zu schlagen. Schlägt dieser direkte Versuch fehl, wird die Beute rennend am Boden oder auf Bäumen verfolgt, bis sie schließlich mit den Krallen gegriffen werden kann. Kappenwaldfalken bevorzugen für die Jagd Areale mit besonders dichtem Bewuchs, durch den sie auf Grund ihres an enge Räume angepassten Körperbaus gut manövrieren können. An besonders engen Stellen ziehen und drängen sich die Falken mit Hilfe ihrer Flügel und Beine regelrecht hindurch. Wie auch andere Arten der Waldfalken folgen auch Kappenwaldfalken Schwärmen von Treiberameisen wie etwa Eciton burchellii, um vor den Raubzügen dieser Ameisen flüchtende Tiere erbeuten zu können. Die von den Ameisen aufgescheuchten Tiere sind häufig desorientiert und somit eine leichte Beute für die Falken. Des Weiteren beobachtete der Biologe Neil Griffith Smith in den 1960er-Jahren ein ungewöhnliches Jagdverhalten beim Kappen- und dem verwandten Graurücken-Waldfalken (M. mirandollei). Hierbei scheinen die Waldfalken durch einen besonderen Ruf – ein ansteigend vorgetragenes, winselndes keer-keer-keer – absichtlich ein Hassen durch kleinere Singvögel und Tukane auszulösen. Nähern sich diese dann bei ihren Scheinangriffen den Falken zu sehr, werden sie von diesen im Gegenzug attackiert.

### Fortpflanzung
Das Fortpflanzungsverhalten des Kappenwaldfalken ist bislang nur bei wenigen Gelegenheiten beobachtet worden. Eine erste Beschreibung stammt aus dem Jahr 1979, was die älteste Beschreibung von Balz und Brutgeschäft bei einer Waldfalkenart überhaupt darstellt. Als Nistplatz dienen bereits vorhandene, relativ geräumige Höhlen in Baumstämmen. Zumindest gelegentlich werden auch bereits von anderen Vögeln, wie etwa Großen Soldatenaras (Ara ambigua), bewohnte Höhlen ausgewählt und die bisherigen Bewohner vertrieben. In der Regel befinden sich die Nester in besonders hohen Bäumen, mindestens 15 m über dem Erdboden, lediglich von Einzelfällen ist die Nutzung von menschengemachten Strukturen wie Baustellen und Ruinen als Nistplatz bekannt. Die Balz findet im Anschluss an die gemeinsamen morgendlichen Gesänge statt. Das Männchen beginnt zunächst mit stetigem Auf- und Ab-Hüpfen auf einem Ast und kräftigen, schlagenden Bewegungen seiner Flügel. Daraufhin betritt es eine potenzielle Bruthöhle und ruft seine Partnerin mit weichen ahr-Rufen zu sich. Ist das Weibchen interessiert, betritt es die Höhle und wartet dort auf die Rückkehr des Männchens, das sich währenddessen auf die Jagd begibt. Verläuft diese erfolgreich nähert sich der männliche Vogel der Höhle bis auf etwa 50 bis 100 m und beginnt wiederum zu rufen. Reagiert das Weibchen nicht, nähert er sich langsam weiter, bis sich die Partnerin schließlich zu ihm gesellt. Daraufhin übergibt ihr das Männchen seine Beute und es kommt zur Kopulation, erst danach verzehrt das Weibchen den mitgebrachten Fang. Der Zeitpunkt der Eiablage ist so abgestimmt, dass das Schlüpfen der Jungen in etwa mit dem einsetzen der Regenzeit zusammenfällt. Die übliche Gelegegröße liegt bei zwei Eiern, in seltenen Fällen können auch drei oder nur ein einzelnes Ei vorkommen. Diese sind im Durchschnitt 56 × 44 mm groß und wiegen 59 g. Ihre Grundfärbung ist ein dunkles, rötliches Braun durchsetzt mit gelb- und dunkelbraunen Flecken. Die Inkubationszeit liegt bei 46 bis 48 Tagen, an die sich eine Nestlingsphase von weiteren 46 bis 56 Tagen anschließt. Die Jungvögel bleiben allerdings auch nach dem verlassen des Nests noch für weitere sechs bis elf Wochen von ihren Eltern abhängig. Die Bebrütung der Eier obliegt allein dem Weibchen, während das Männchen in dieser Zeit für die Versorgung mit Nahrung zuständig ist. Das Weibchen beginnt erst wieder etwa drei Wochen nach der Geburt ihrer Jungen selbstständig zu jagen. Davor verlässt sie die Bruthöhle jeweils nur für wenige Minuten am Tag, um in den frühen Morgenstunden von einer nahegelegenen Sitzwarte aus zu singen. Diese ritualisierten Gesänge dienen Forschern während der Brutzeit als Hilfe bei der Lokalisierung von Nestern der Kappenwaldfalken. Erbeutet der männliche Altvogel auf der Jagd mehr Nahrung, als das Weibchen und die Jungen auf einmal vertilgen können, wird ein Teil der Beute zunächst in einem Versteck deponiert, das später wieder aufgesucht werden kann.
Junge Kappenwaldfalken sind nach dem Schlüpfen von einer Schicht weicher, weißer Daunen bedeckt. Ihre Augen sind zunächst geschlossen und öffnen sich erst nach zwei bis drei Tagen. Etwa zeitgleich sind die Nestlinge in der Lage selbstständig den Kopf zu heben. Im Alter von etwa drei Wochen beginnen die Nestlinge ein aktives Verteidigungsverhalten zu zeigen. Nähert sich eine mögliche Bedrohung dem Nest, legen die Jungen sich auf die Seite oder den Rücken und versuchen, den Eindringling mit in die Luft gestreckten Krallen abzuwehren. Haben die Jungvögel ihre Nisthöhle verlassen, wirken sie zunächst noch recht unbeholfen, ihre Flugfähigkeit ist noch nicht vollständig ausgeprägt. Zunächst verbringen sie den Großteil des Tages wartend im Geäst, nur zur Fütterung durch die Eltern kommen sie auf den Erdboden. In der ersten Woche nach dem Flüggewerden entfernen sie sich kaum mehr als 50 m von der Nisthöhle. Erst nach etwa drei Wochen sind sie in der Lage, über längere Strecken zu fliegen und beginnen damit, eigene Jagdversuche zu unternehmen.

## Verbreitung und Gefährdung

Verbreitungsgebiet des Kappenwaldfalken

Der Kappenwadfalke bewohnt ein sehr großes Verbreitungsgebiet, dessen Kern sich in den tropischen Regionen Südamerikas befindet und fast ganz Brasilien, Paraguay, Venezuela und die Guyanas einschließt. Des Weiteren werden große Teile Boliviens, Perus, Ecuadors und Kolumbiens, sowie die nördlichsten Regionen Argentiniens besiedelt. Weiter nördlich ist das Verbreitungsgebiet nicht mehr im gleichen Maße zusammenhängend, erstreckt sich jedoch über Panama und Lateinamerika bis in die Küstenregionen Zentralmexikos. Die Art ist ein Flachlandbewohner und meidet in der Regel Gebiete oberhalb von etwa 1800 m. Die IUCN stuft die Art mit Stand 2020 auf der niedrigsten Gefährdungsstufe least concern ein, obwohl der allgemeine Populationstrend abnehmend ist. Hauptgrund dafür ist das erwähnte, sehr große Verbreitungsgebiet. Als größte Bedrohung für den Fortbestand der Art gilt die fortschreitende Abholzung der Wälder in der Region. Obwohl Kappenwaldfalken eine gewisse Fähigkeit zur Anpassung an vom Menschen veränderte Landschaften besitzen, zeigen sie jedoch eine starke Präferenz für das Brüten in hohen, alten Bäumen, wobei viele bevorzugte Arten für die Holzindustrie von Interesse sind. So steht zu befürchten, dass zukünftig viele Lebensräume in der Region zwar grundsätzlich für den Kappenwaldfalken geeignet bleiben, jedoch keine akzeptablen Möglichkeiten für die Fortpflanzung bieten werden. Alfred Laubmann hatte für sein Werk Die Vögel von Paraguay keinen Balg zur Verfügung. In der Literatur sah er z. B. in Lambaré durch Hans Hermann Carl Ludwig von Berlepsch (verwendete das Synonym Sparvius melanoleucus Vieillot 1817), in Puerto Bertoni und der Colonia Yguazú durch Arnaldo de Winkelried Bertoni (verwendete das Synonym Falco brachypterus Temminck, 1822) und in Puerto Pinasco im Departamento Presidente Hayes durch Alexander Wetmore Nachweise für das Land. Laubmann führte die Art noch unter der Gattung Micrastur.

## Systematik
Die wissenschaftliche Erstbeschreibung des Kappenwaldfalken stammt aus dem Jahr 1817 und geht auf den französischen Ornithologen Louis Pierre Vieillot zurück, der sie in seinem Werk Nouveau dictionnaire d'histoire naturelle veröffentlichte. Für die neue Art vergab Vieillot zunächst den wissenschaftlichen Namen Sparvius semi-torquatus. Neben der Nominatform M. s. semitorquatus wird heute noch die Unterart M. s. naso, als gültig betrachtet. Während M. s. semitorquatus (Vieillot, 1817) den südamerikanischen Teil des Verbreitungsgebiets östlich der Anden bewohnt, ist M. s. naso (Lesson, RP, 1842) westlich dieser Bergkette und in Mittelamerika verbreitet. Vertreter dieser Unterart sind allgemein etwas größer und tendenziell dunkler gefärbt als Exemplare der Nominatform. Die drei weiter oben beschriebenen, visuell unterschiedlichen Morphe liegen jedoch auch hier vor, wobei die besonders dunkle Variante in diesem Fall noch seltener auftritt. Diese Form wurde ursprünglich als eigenständige Art unter dem Namen Carnifex naso beschrieben, gilt heute jedoch als Unterart des Kappenwaldfalken. Der sehr ähnliche Traylorwaldfalke (M. buckleyi) galt hingegen lange entweder als Unterart oder Morphe des Kappenwaldfalken, erhielt jedoch mittlerweile den Status einer eigenen Art zugesprochen. Begründet wurde diese Einstufung vor allem anhand unterschiedlicher Proportionen bei der Schwanz-, Flügel- und Beinlänge sowie Abweichungen bei der Bänderung des Gefieders im Schwanzbereich.

## Etymologie
Der Begriff Micrastur Gray, GR, 1841 ist in Wortgebilde   mikros, deutsch ‚klein‘ und αστηρ, αστερος astēr, asteros, deutsch ‚Stern‘ wurde für den Kappenwaldfalken eingeführt. Der Artname semitorquatus stammt von lateinisch semi-, semis, semissi ‚-halb, Hälfte‘ und  lateinisch torquatus, torques,  torquere ‚-kragig, Kragen, drehen‘ ab. Naso hat seinen Ursprung in lateinisch naso, nasonis, nasus ‚großnäsig, Nase‘. Melanoleucus setzt sich aus μελας, μελανος melas, melanos, deutsch ‚schwarz‘ und λευκος leukos, deutsch ‚weiß‘ zusammen, brachypterus aus βραχυς brakhys, deutsch ‚kurz‘ und -πτερος, πτερον -pteros, pteron, deutsch ‚-flügelig, Flügel‘.